# Curt Flood
Curtis Charles Flood (ur. 18 stycznia 1938, zm. 20 stycznia 1997) – amerykański baseballista, który występował na pozycji środkowozapolowego.
Po ukończeniu szkoły średniej przed rozpoczęciem sezonu 1956, podpisał kontrakt z Cincinnati Redlegs i początkowo grał w klubie farmerskim tego zespołu, w High Point-Thomasville Hi-Toms. W Major League Baseball zadebiutował 9 września 1956 w meczu przeciwko St. Louis Cardinals jako pinch runner. W grudniu 1957 w ramach wymiany zawodników przeszedł do St. Louis Cardinals.
W 1963 po raz pierwszy zdobył Złotą Rękawicę, zaś rok później po raz pierwszy zagrał w Meczu Gwiazd i wystąpił we wszystkich meczach World Series, w których Cardinals pokonali New York Yankees 4–3. W sezonie 1967 uzyskał najlepszą w karierze średnią (0,336) i zdobył drugi tytuł mistrzowski po zwycięstwie Cardinals w World Series nad Boston Red Sox.
7 października 1969 wraz z końcem kontraktu Flood został oddany w ramach wymiany do Philadelphia Phillies, jednak odmówił przejścia do tego klubu ze względu na rasizm panujący wśród jego kibiców oraz niski poziom zespołu. Obowiązująca wówczas w MLB tzw. reserve clause uniemożliwiała zawodnikom opuszczenie klubu bez jego zgody wraz z wygaśnięciem kontraktu. Flood napisał list do komisarza ligi Bowiego Kuhna z prośbą o uczynienie go wolnym agentem, którą Kuhn odrzucił. Flood zdecydował się zakończyć karierę, jednak w styczniu 1970 postanowił skierować sprawę do Sądu Najwyższego. Na procesie Flood uzyskał poparcie od byłych baseballistów, między innymi od Jackiego Robinsona i Hanka Greenberga, jednak aktywni zawodnicy obawiając się o swoją przyszłość nie uczestniczyli w procesie. Ostatecznie Flood sprawę przegrał, jednak pięć lat później, w grudniu 1975, z inicjatywy dwóch miotaczy Andy'ego Messersmitha i Dave'a McNally'ego, którzy skierowali sprawę do arbitrażu, reserve clause zniesiono, a zawodnicy, którym skończył się kontrakt, stawali się wolnymi agentami.
W sezonie 1971 Flood rozegrał 13 meczów w Washington Senators, w którym zakończył karierę. Zmarł 20 stycznia 1997 w wieku 59 lat.
| Nagroda/wyróżnienie         | Lata             | Źródło      |
| 3× All-Star                 | 1964, 1966, 1968 | [ 1 ]       |
| 7× Gold Glove Award         | 1963–1969        | [ 1 ]       |
| 2× zwycięzca w World Series | 1964, 1967       | [ 3 ] [ 4 ] |